# Anoectangium imberbe
Anoectangium imberbe är en bladmossart som beskrevs av Drummond 1828. Anoectangium imberbe ingår i släktet Anoectangium och familjen Pottiaceae. Inga underarter finns listade i Catalogue of Life.